# Dendropanax nebulosus
Dendropanax nebulosus är en araliaväxtart som beskrevs av Fiaschi och Jung-mend. Dendropanax nebulosus ingår i släktet Dendropanax och familjen Araliaceae. Inga underarter finns listade.